# Melodinus cochinchinensis
Melodinus cochinchinensis är en oleanderväxtart som först beskrevs av João de Loureiro, och fick sitt nu gällande namn av Elmer Drew Merrill. Melodinus cochinchinensis ingår i släktet Melodinus och familjen oleanderväxter. Inga underarter finns listade i Catalogue of Life.